# Ussuriana stygiana
Ussuriana stygiana is een vlinder uit de familie van de Lycaenidae. De wetenschappelijke naam van de soort werd als Thecla stygiana in 1881 gepubliceerd door Arthur Gardiner Butler.

## Synoniemen
- Thecla ibara Butler, 1882